# Первомайск (Короватичский сельсовет)
Первома́йск (бел. Першама́йск; до 24 января 1939 года — Кобылево (бел. Кабылева)) — деревня в Речицком районе Гомельской области Беларуси. В составе Короватичского сельсовета.
В 37 км на юго-запад от Речицы, в 87 км от Гомеля и в 17 км от железнодорожной станции Бабичи.

## География
В 1 км на восток расположена сеть мелиоративных каналов, на юго-западе расположено урочище Ямицкое.

## Транспортная система
Транспортная связь по просёлочной, а затем по автодороге Калинковичи — Гомель.
В деревне 84 жилых дома (2004 год). Планировка состоит из криволинейной меридиональной улицы, к которой с севера и юга примыкают короткие улицы. На востоке небольшая обособленная застройка. Деревня застроена деревянными домами усадебного типа.

### Улицы
- Молодёжная
- Советская

## История
В 3-х км от деревни в урочище Городок обнаружено городище, что свидетельствует о заселении данной местности с давних времён.
Согласно письменным источникам деревня известна с XVIII века она входила в состав Речицкого повета Минского воеводства Великого княжества Литовского. Кобылево находилось во владении графа Юдицкого. После 2-го раздела Речи Посполитой (1793 год) в составе Российской империи.
В 1825 году обозначена в Василевичском церковном приходе. В 1897 году в деревне находились: церковь, церковно-приходская школа, хлебо-запасный магазин, мельница на конной тяге, кузница. В 1908 году в Василевичской волости Речицкого уезда Минской губернии.
С 8 декабря 1926 года центр Кобылевского, с 24 января 1939 года до 29 ноября 1962 года Первомайского сельсовета Василевичского, с 4 августа 1927 года Речицкого, с 5 апреля 1935 года Хойникского, с 20 февраля 1938 года Василевичского, с 16 сентября 1959 года Речицкого районов Речицкого, с 9 июня 1927 года Гомельского (до 26 июля 1938 года) округа, с 20 февраля 1938 года Полесской, с 8 января 1954 года Гомельской областей.
В 1929 году в деревне работали начальная школа, отдел потребительской кооперации. В 1930 году организован колхоз «12 лет Октября», конная круподёрка, ветряная мельница, шерсточесальня.
Во время Великой Отечественной войны оккупанты в январе — мае 1943 года расстреляли и сожгли заживо 1 118 жителей (из них более 600 детей), а в июле 1943 года полностью сожгли деревню — 276 домов.
В 1959 году деревня входит в состав колхоза «Оборона страны» с центром в деревне Переволока. Был построен клуб.
В состав Кобылевского сельсовета до середине 1930-х годов входили, в настоящее время не существующие, хутора Будище, Дубровский, Новинки, Леташ, Свободное.

## Население

### Численность
2004 год — 84 двора, 151 житель.

### Динамика
- 1795 год — 24 двора.
- 1858 год — 36 двора, 374 жителя.
- 1897 год — 108 дворов, 678 жителей (согласно переписи).
- 1908 год — 141 двор, 908 жителей.
- 1929 год — 1068 жителей.
- 1940 год — 150 дворов.
- 1959 год — 604 жителя (согласно переписи).
- 2004 год — 84 двора, 151 житель.

## Достопримечательность
- Мемориальный комплекс «Кобылево». 
  - Братская могила жертв фашизма (1943)[3][4]. Захоронение жертв войны № 6114. Памятник оцифрован 22.03.2023.[5] Самой большой сожженной деревней в Беларуси стал Первомайск, где фашисты уничтожили 1 214 мирных граждан.
  - Часовня с отдельно стоящей звонницей.
  - Памятный знак с барельефом посвящённый памяти жертв войны.
  - Стела, посвящённая трагедии.